# 特溫奧克斯 (密蘇里州)
特溫奧克斯（英語：Twin Oaks）是位於美國密蘇里州聖路易斯縣的城市。

## 人口
根據2020年美國人口普查的數據，特溫奧克斯的面積為0.70平方千米，皆為陸地。當地共有人口605人，而人口密度為每平方千米864人。